# Suspensión de ballesta

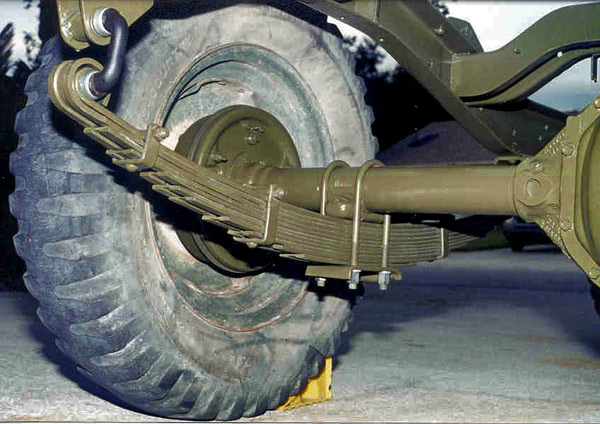
Vehículo pesado equipado con ballestas. Se aprecian las bridas de alineación y el arco de separación.

La suspensión de ballesta es un sistema de amortiguación empleado en vehículos. En la actualidad es empleado eminentemente por vehículos pesados. Se podría resumir su función como la de un muelle plano que permite una gran variedad de formas de instalación.

## Descripción
La ballesta es un conjunto elástico realizado con láminas de acero de la misma composición que el empleado para los muelles helicoidales en otros sistemas de suspensión, es decir, aleado con silicio y manganeso. Esta composición, mas su especial forjado y temple, permiten a estas láminas doblarse bajo la acción de una fuerza, retornando a su posición inicial tras el cese de la misma.
Las láminas de acero que componen la ballesta reciben el nombre de hojas y su longitud siempre es diferente respecto a las contiguas, de mayor a menor. Las hojas se mantienen unidas mediante un orificio central común a todas ellas, atravesado por un tornillo llamado tornillo capuchino. El conjunto de la ballesta se une al bastidor del vehículo mediante la hoja más larga, usualmente ubicada en la posición más alta. Esta hoja recibe el nombre de hoja maestra y sus extremos están curvados tomando una forma cilíndrica para permitir su encaje en el bastidor. Estos extremos curvados se denominan ojos, siendo habitual conectar al menos uno de ellos al bastidor mediante un arco separador -shackle- que absorba las variaciones de longitud de las ballesta a medida que sus hojas se comprimen.
Para mantener la alineación de las hojas, además del tornillo capuchino central, se dispone de varias bridas en U que impiden el desalineado durante el proceso de absorción de golpes del sistema de suspensión. Estas bridas se llaman abarcones.

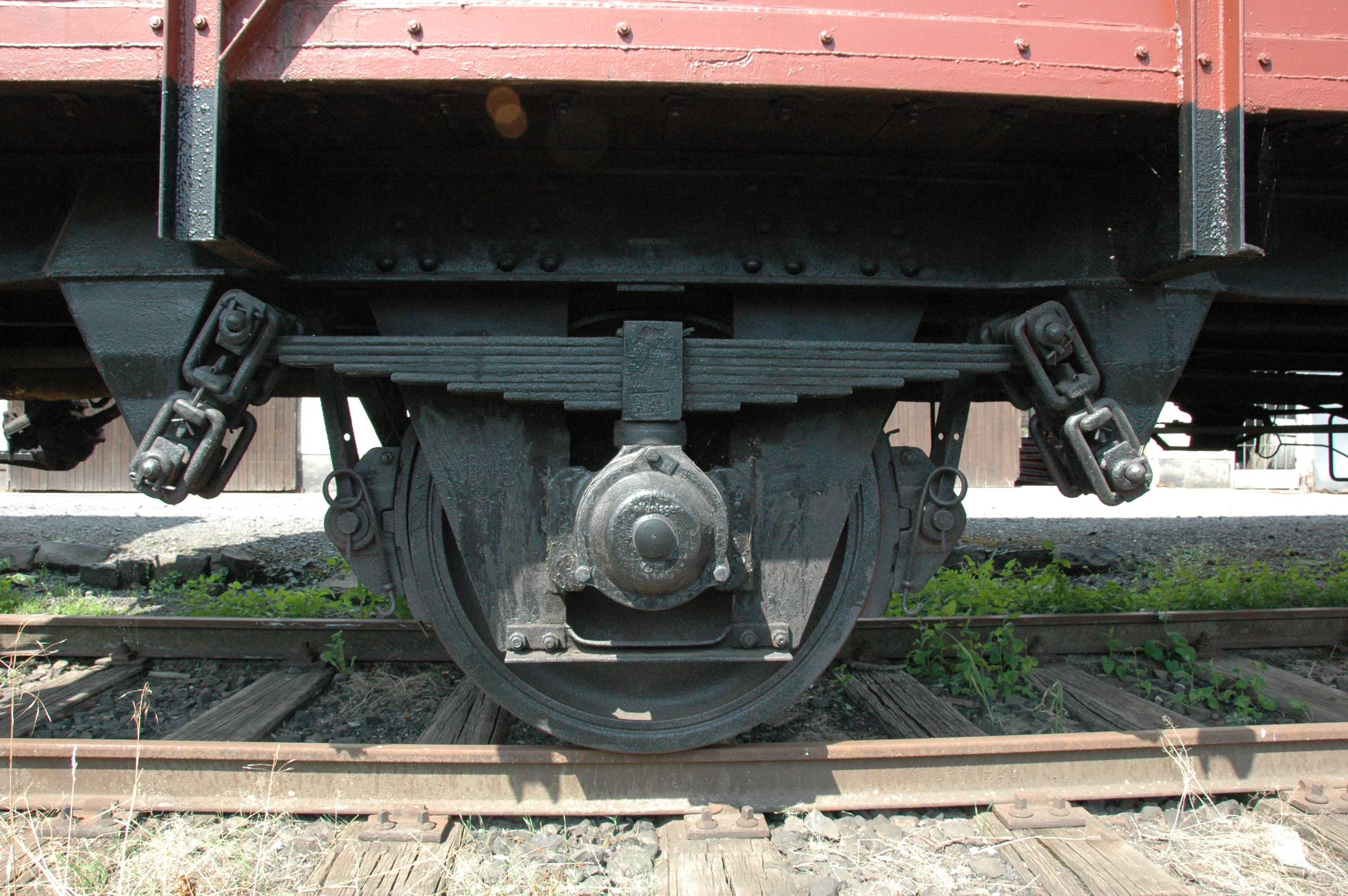
Ballestas rectas en un vagón de tren. Carecen de bridas laterales de alineación debido a su corta longitud.
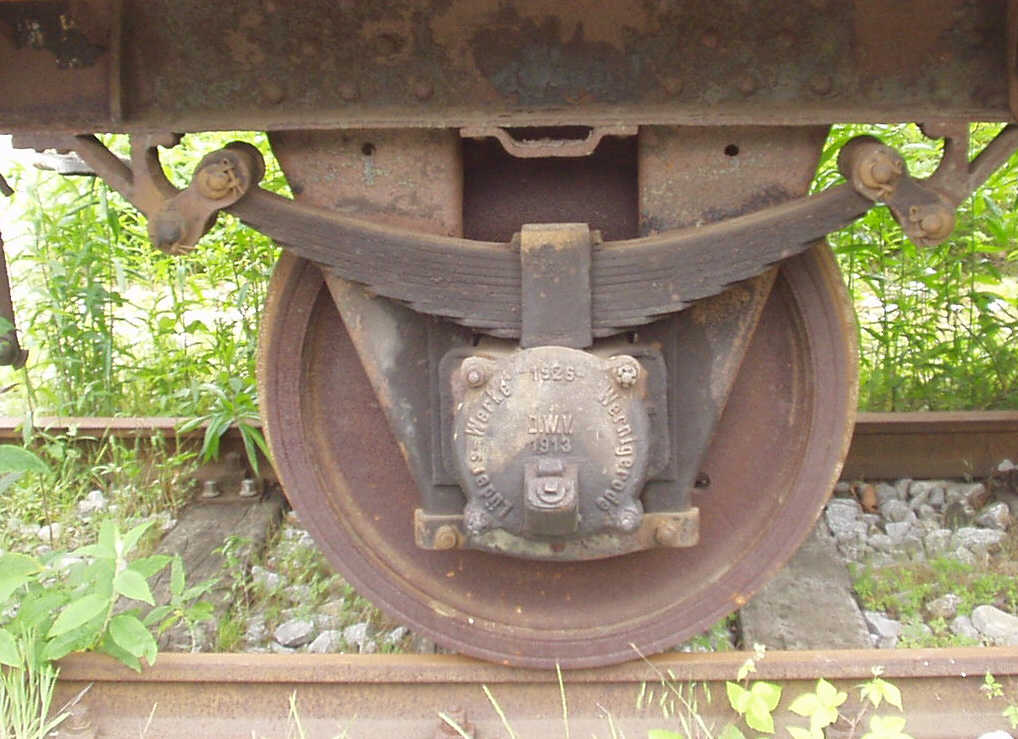
Ballestas curvas en un vagón de tren, con una extensión horizontal incluso menor que las rectas.
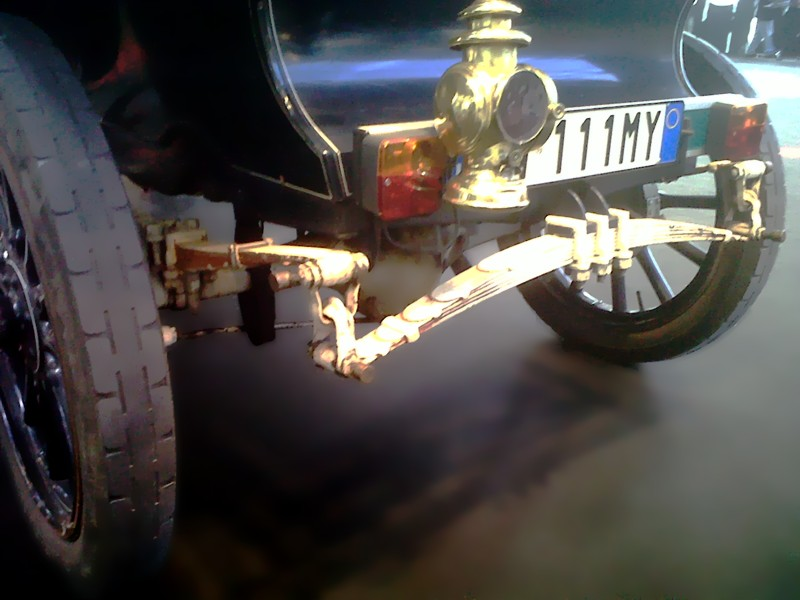
Ballestas invertidas en un Cadillac Thirty de 1910, con la hoja maestra en posición inferior.

### Tipos

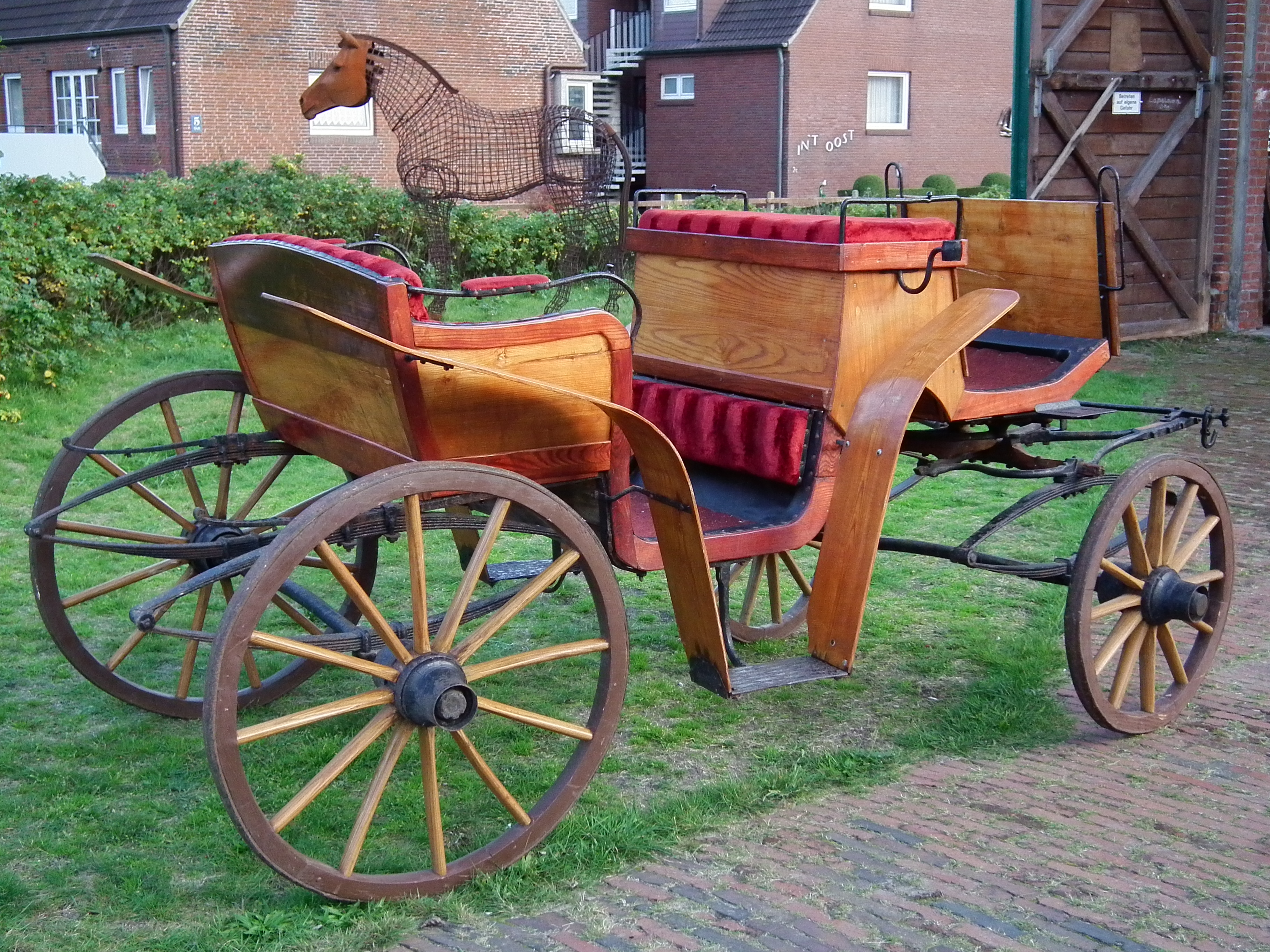
Elíptica
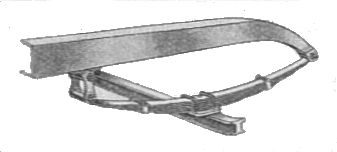
Semielíptica
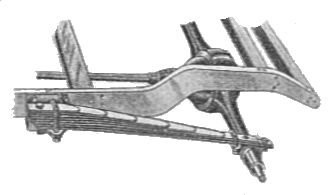
Cuarto de elíptica
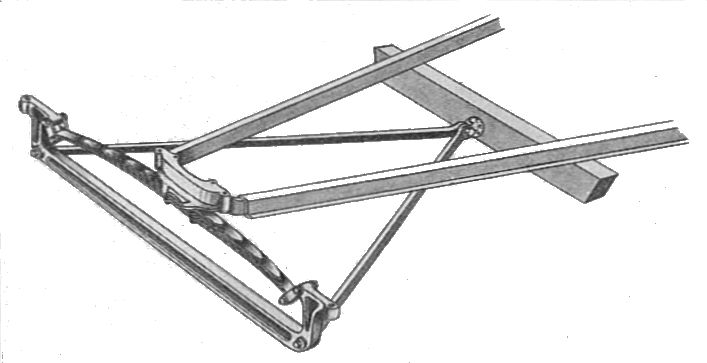
Transversal